# Новоселяне (Болгария)
Новоселяне (болг. Новоселяне) — село в Болгарии. Находится в Кюстендилской области, входит в общину Бобов-Дол. Население составляет 78 человек.

## Политическая ситуация
Новоселяне подчиняется непосредственно общине и не имеет своего кмета.
Кмет (мэр) общины Бобов-Дол — Грети Йосиф Алексова (Коалиция в составе 3 партий: Национальное движение «Симеон Второй» (НДСВ), Земледельческий народный союз (ЗНС), Союз демократических сил (СДС)) по результатам выборов в правление общины.